# Super Plá
Super Plá foi uma telenovela brasileira produzida e exibida pela extinta Rede Tupi e exibido entre 1 de dezembro de 1969 e 16 de maio de 1970, às 20h00.
Foi escrita por Bráulio Pedroso e Marcos Rey, com direção de Walter Avancini, Antônio Abujamra e Benjamin Cattan.
Dos 120 capítulos, apenas 3 foram preservados, estando sob a guarda da Cinemateca Brasileira.

## Sinopse
Plácido, quando criança, era super inteligente mas levou um tombo e toda genialidade foi embora. Agora adulto, é um bancário meio apagado. Sua genialidade só volta quando toma o refrigerante Super Plá, transformando-se num herói charmoso e inteligente. Passado o efeito da bebida, ele não se lembra de suas aventuras. Volta a ser o bancário desenxabido que passa as horas de folga lendo histórias em quadrinhos.
Também a peculiar história de amor entre Joana Martini e Baby Stompanato. Ela é ex-vedete do teatro de revista da Praça Tiradentes que se tornou dona da fábrica dos refrigerantes Super Plá, a partir do casamento com Inácio, um velho que não se aguenta em pé. E Baby Stompanato é um marginal, traficante, protótipo do gangster norte-americano, mas acima de tudo um bonachão que venceu na vida
.

## Elenco
- Rodrigo Santiago - Plácido
- Bete Mendes - Titina
- Marília Pêra - Joana Martini
- Hélio Souto - Baby Stompanato
- Irene Ravache - Majô Prado
- Jofre Soares - Jonas
- Wálter Forster - Werneck
- Karin Rodrigues - Lucy
- Othon Bastos - Thompson
- Elísio de Albuquerque - Argemiro
- Margarida Rey - Guilhermina
- Ana Rosa - Pepita
- Antônio Pedro - Arquibaldo
- Machadinho - Inácio
- Jayme Barcellos - Cabrão
- Maria Stella Splendore - Silvana
- Chico Martins - Dr. Menezes
- Eudósia Acuña - Babete / Silvana
- Paulo Villaça - Cícero
- Otávio Augusto - Silas
- Léa Camargo - Maria do Carmo
- Carlos Duval - Maitre
- Nello Pinheiro - Mr. Zeca
- Antonio Ghigonetto - Guru
- Beatriz Berg - Dona Tetê
- Cleide Kiara - Dália
- Luiz D'Avila - Monke
- Patsy - Clarice
- Jonas Bloch - Julio
- Dias Barreto - Manfredo
- Deivy Rose -

## Trilha sonora

### Volume 1
Super Plá - Volume 1 é a primeira trilha sonora da telenovela de mesmo nome, foi lançada em disco compacto duplo em 1969 e a primeira foi na gravadora Fermata, a trilha incluí 4 músicas cantadas em inglês.
Capa: Fundo branco e letra da telenovela em preto
Lista de faixas
| Lado A |                                         |                         |               |         |  |
| N.º    | Título                                  | Compositor(es)          | Intérprete(s) | Duração |  |
| 1.     | "Jam Up Jelly Tight" (Tema de abertura) | Tommy Roe Freddy Weller | Tommy Roe     | 2:21    |  |
| 2.     | "I Can Feel It (Feelin' Time)"          | Emil Thielhelm Eric Kaz | Blues Magoos  | 3:57    |  |

| Lado B |                                |                          |                |         |  |
| N.º    | Título                         | Compositor(es)           | Intérprete(s)  | Duração |  |
| 3.     | "If They Left Us Alone Now"    | Ed Wool                  | Wool           | 3:33    |  |
| 4.     | "Twenty Four Hours From Tulsa" | Hal David Burt Bacharach | The O'Kaysions | 3:44    |  |

### Volume 2
Super Plá - Volume 2 é a segunda trilha sonora da telenovela de mesmo nome foi lançada em disco compacto duplo em 1970, dessa vez foi na gravadora Som/Maior (diferente pela Fermata, que lançou o Volume 1), incluí novamente 4 músicas cantados em inglês.
Capa: Fundo preto e letra da telenovela em branco
Lista de faixas
| Lado A |                                                  |                            |                   |         |  |
| N.º    | Título                                           | Compositor(es)             | Intérprete(s)     | Duração |  |
| 1.     | "I'm Gonna Get Married" (Tema de Amor da Titina) | Lou Christie Twyla Herbert | Sunday            | 3:32    |  |
| 2.     | "Memory Band"                                    | Charles Stepney            | Rotary Connection | 3:16    |  |

| Lado B |                            |                            |               |         |  |
| N.º    | Título                     | Compositor(es)             | Intérprete(s) | Duração |  |
| 3.     | "Great Big Bundle Of Love" | Alfred Smith               | Brenton Wood  | 2:06    |  |
| 4.     | "One For My Baby"          | Harold Arlen Johnny Mercer | Pat Briley    | 2:39    |  |

### Volume 3
Super Plá - Volume 3 é a terceira trilha sonora da telenovela homônima, foi lançada no mesmo ano e desta vez pela gravadora RGE (diferente da Fermata e Som/Maior que lançaram os volumes anteriores) e a única trilha sonora que teve o formato do vinil de longa duração, a trilha contém 14 canções internacionais.
Capa: Fundo branco e letra da telenovela em vermelho
Lista de faixas
| Lado B |                               |                                                               |                 |         |  |
| N.º    | Título                        | Compositor(es)                                                | Intérprete(s)   | Duração |  |
| 8.     | "Hier, Aujourd'hui, Demain"   | Jerry Leiber Artie Butler George "Shadow" Morton Daniel Faure | Uta             | 2:19    |  |
| 9.     | "Why Don't You Try Me"        | Bill Young                                                    | Maurice & Mac   | 2:25    |  |
| 10.    | "I'm In The Mood For Love"    | Jimmy McHugh & Dorothy Fields                                 | Esther Phillips | 3:43    |  |
| 11.    | "The International Love Song" | Kent Sprague Denny Walley                                     | The Real Thing  | 2:15    |  |
| 12.    | "Whither Thee Girl"           | Don Cooper                                                    | Don Cooper      | 2:25    |  |
| 13.    | "Un Ragazzo, Una Ragazza"     | Memo Remigi Tony De Vita                                      | Memo Remigi     | 3:10    |  |
| 14.    | "I'm Gonna Get Married"       | Lou Christie Twyla Herbert                                    | Sunday          | 3:32    |  |

### Volume 4
Super Plá - Volume 4 é a quarta e última trilha sonora da telenovela homônima, foi lançada no mesmo ano e novamente pela RGE (assim como Volume 3), retorna ao formato de compacto duplo (assim como Volume 1 e Volume 2), incluí 4 canções da trilha em inglês.
As músicas em inglês foram gravadas originalmente pela gravadora americana Dot Records, quando foram licenciados pela RGE para a trilha.
Capa: Fundo amarelo e letra da telenovela em vermelho
Lista de faixas
| Lado A |                             |                           |                |         |  |
| N.º    | Título                      | Compositor(es)            | Intérprete(s)  | Duração |  |
| 1.     | "It's Your Life"            | Jeff Barry Andy Kim       | Andy Kim       | 2:45    |  |
| 2.     | "Lay A Little Lovin' On Me" | Jeff Barry Robin McNamara | Robin McNamara | 3:04    |  |

| Lado B |                     |                                              |               |         |  |
| N.º    | Título              | Compositor(es)                               | Intérprete(s) | Duração |  |
| 3.     | "Falling in Love"   | Richie Cerniglia Mike Maniscalco Chuck Alder | The Illusion  | 2:55    |  |
| 4.     | "Mary on The Beach" | Jeff Barry                                   | Hank Shifter  | 2:35    |  |